# 潘崇
潘崇（？—？），中国春秋时期楚国的重臣，助楚穆王奪位有功，被穆王封為太師，兼掌环列之尹。
潘崇是太子商臣的师傅，前626年，楚国太子商臣听到消息自己将被废掉，但是消息还没有弄准确，就问他的老师潘崇该怎样确认消息，潘崇建议宴请商臣的姑母江芈而故意表示不尊敬，商臣照办了。江芈大怒，痛骂商臣为役夫，并表示难怪其父楚成王要杀掉商臣另立王子职。商臣确认了消息后，与潘崇密谋，潘崇问：“你能事奉王子职麼？”商臣说：“不能。”潘崇问：“你能流亡到外國麼？”商臣说：“不能。”潘崇问：“你能幹大事麼？”商臣说：“能。”十月，就起兵包围了楚成王，逼成王自杀。商臣即位为楚穆王，以潘崇为太師，兼掌环列之尹。前616年，潘崇伐麇国，至锡穴。前613年，楚庄王立，子孔、潘崇将袭群舒，使公子燮与子仪守郢都，但是他們二人卻脅持楚莊王而作亂，不久便被廬戢梨和叔麋誘殺二人而平定。